# Каирский вокзал
«Каирский вокзал» (араб. باب الحديد‎, Bāb al-Ḥadīd, букв. «Железные ворота») — египетский фильм 1958 года, социальная драма режиссёра Юсефа Шахина, в которой он также сыграл главную роль.

## Сюжет
Из жалости к хромоногому Кинави, приехавшему из деревни на заработки и ночующему на улице, владелец магазина на станции нанимает его продавцом прессы для проезжающих пассажиров и даже выделяет бедняге каморку. Впечатлённый повышением своего статуса, а также фото женщин в журналах, Кинави стремится к романтическим отношениям, однако все женщины лишь отмахиваются от него.
Кинави влюбляется в красотку-продавщицу прохладительных напитков Хануму, которая вроде бы заигрывает с ним, не обращая внимания на то, что она помолвлена с Абу-Сири — неформальным лидером вокзальных носильщиков, пытающимся организовать их в профсоюз для улучшения оплаты труда. Кинави делает ей предложение, однако девушка обрывает его мечты о семье и детях.
Одержимая любовь Кинави переходит в ненависть. Вдохновленный заметкой в продаваемых газетах о нераскрытом убийстве, он покупает нож. Подходящий случай ему предстаёт, когда полиция затевает облаву на торговцев без лицензии, и Ханума просит бывшего воздыхателя спрятать её корзину с напитками на вокзальном складе. Кинави поджидает её там, однако Ханума не приходит за корзиной сама, а просит об этом подругу. Не заметив разницы в темноте склада, Кинави несколько раз бьёт женщину ножом, перетаскивает тело в большой ящик и даже ухитряется обмануть Абу-Сири, чтобы тот погрузил его на поезд.
Однако женщина оказывается жива. Её находят и на вокзале поднимается паника. Противники Абу-Сири, которым невыгодна организация профсоюза, пытаются обвинить носильщика в убийстве, однако тот раскрывает реального виновника. Кинави хотят арестовать, однако он замечает Хануму (не знавшую о происшествии), догоняет её, хватает и приставляет нож к её горлу, чтобы удержать толпу.
Владелец магазина Мадбули, ранее облагодетельствовавший его, говорит с Кинави, чтобы успокоить, и убеждает недалёкого простака, что их с Ханумой сейчас поженят, надо лишь одеть свадебный костюм. Обрадованный Кинави наряжается в предложенную одежду, лишь потом осознавая, что надел смирительную рубашку. Он сопротивляется, но его уводят.

## В главных ролях
- Юсеф Шахин — Кинави
- Хинд Ростом — Ханума
- Фарид Шауки[англ.] — Абу-Сири
- Хасан аль-Баруди[араб.] — Мадбули
- Абдель Азиз Халиль — Абу-Кабр
- Найма Васфи — Халавати (подруга Ханумы)
- Саид Халиль
- Абдель Гани Наджди
- Луфти аль-Хаким
- Абдель Хамид Бодаоха
- Ф. аль-Демердаш
- Саид аль-Араби
- Ахмед Абаза
- Хана Абдель Фаттах
- Сафия Сарват

## Съёмочная группа
- Продюсер: Джибраил Тальхами[англ.]
- Режиссёр: Юсеф Шахин
- Помощники режиссёра: М. Абу-Юсеф, М. Гамаль аль-Дин
- Авторы сценария: Мохаммед Абу Юсеф, Абдель Хай Адиб[араб.]
- Оператор: Альвизе Орфанелли
- Композитор: Фуад аз-Захири[араб.]; в фильме также была использована музыка Миклоша Рожи.

## Номинации награды, включение в списки избранного
Фильм был включён в основную конкурсную программу и номинирован на «Золотого медведя» 8-го Берлинского международного кинофестиваля.
Помимо этого, в 1958 году «Каирский вокзал» стал первым из фильмов, отобранных для заявки от Египта на «Оскар» за лучший фильм на иностранном языке, однако не достиг шорт-листа номинации.
В 2013 году, на основе мнений 500 влиятельных кинокритиков, писателей и искусствоведов, оргкомитет Дубайского международного кинофестиваля составил и опубликовал список 100 величайших арабских кинофильмов всех времён, где «Каирский вокзал» занял второе место, сразу после возглавившего список фильма «Мумия» (1970) режиссёра Шади Абдель Салама. Три фильма из списка (два вышеназванных и «Западный Бейрут» (англ.) Зиада Дуэйри (англ.), 1998) были удостоены ретроспективного показа под эгидой Академии кинематографических искусств и наук США «Классика арабского кино».